# Kathleen Rooney

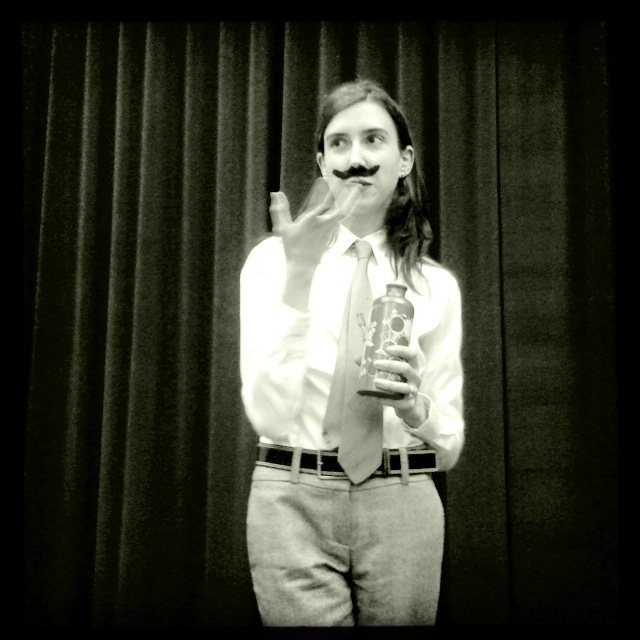
Kathleen Rooney als Weldon Kees (Robinson Alone), DePaul College, 30. Oktober 2012

Kathleen Rooney (* 1980 in Beckley, West Virginia) ist eine US-amerikanische Schriftstellerin. Neben ihrer literarischen Tätigkeit engagierte sie sich als Herausgeberin für die Rezeption der sprachlichen Facetten des Werks von René Magritte im englischen Sprachraum. Sie ist Senior Lecturer of English and Creative Writing am DePaul College of Liberal Arts and Social Sciences in Chicago.

## Werdegang
Nach eigener Aussage erlebten Kathleen Rooney und ihre Schwester Beth eine ‚midwest childhood‘ in Vorstadtmilieus. Dem Schulbesuch folgte ein Studium an der George Washington University. Zuerst galt ihr Interesse mehr politischen Aktivitäten (‚pursuing politics‘) als der Literatur oder dem Schreiben, brillante Lehrende jedoch (‚stellar professors, including Professors of English Jane Shore and Tara Wallace‘) hätten sie schließlich zu ihrer Entscheidung für das English Department bewogen. Ihre Abschlussarbeit für den BA schrieb Kathleen Rooney bei Margaret Soltan. Anschließend besuchte Rooney das Emerson College und graduierte 2005 mit MFA in Writing, Literature & Publishing. Ihre Abschlussarbeit über Oprah’s Book Club wurde als Buch veröffentlicht.
2006 gründete Kathleen Rooney gemeinsam mit Abigail Beckel den Independent Verlag Rose Metal Press.
Während des Studiums hatte sie am Corcoran College of Art and Design als Aktmodell gejobbt – diese Erfahrungen verarbeitete sie im Text Live Nude Girl, der 2006 Teil der aus einem Schreibwettbewerb hervorgegangenen Anthologie Twentysomething Essays by Twentysomething Writers war. Eine erweiterte Fassung des Essays erschien 2008 in Buchform.
Für ihr belletristisches Debüt, den Gedichtband Oneiromance, wurde Rooney der nach Emma „Grandma“ Gatewood benannte Gatewood Prize zuerkannt, alleinige Jurorin war Patty Seyburn. Der Dichter Christian Hawkey beschrieb Rooneys lyrischen Zugang zum Phänomen der zeremoniellen Eheschließung so: Für die Autorin sei eine Hochzeit ein Drehbuch (‚For Kathleen Rooney a wedding is a script‘), und die Feierlichkeit geschehe in mindestens sechs Genres: Cartoon, Western, Thriller, Soap Opera, Dokumentarfilm und Sitcom.
Rooneys Bekanntschaft mit Elisa Gabbert geht auf beider Zeit am Emerson College zurück. Gemeinschaftsarbeiten wurden in Literaturzeitschriften und als sogenannte Chap Books publiziert. 2008 veröffentlichten die beiden Autorinnen den Gedichtband That Tiny Insane Voluptuousness. Über The Kind of Beauty That Has Nowhere to Go (2013) meinte die Rezensentin der Los Angeles Review, eine Stärke des Buches seien die popkulturellen Referenzen, das Resultat der neuerlichen Kooperation von Gabbert und Rooney sei ‚whimsical yet studious‘.
Im Versroman Robinson Alone (2012) improvisierte Rooney über die zunächst 1943 in The New Yorker erschienenen Robinson-Gedichte von Weldon Kees und über die Person dieses Künstlers (* 1914, vermisst seit 1955). Rooney wurde für diese Arbeit mit dem Eric Hoffer Award ausgezeichnet. 2014 erschien ihr Romandebüt O Democracy, 2017 der zweite Roman Lillian Boxfish Takes a Walk.
Für die Herausgabe von Selected Writings hatte sich Rooney mit der Biografie von René Magritte beschäftigt und ließ sich von der Begeisterung des Ehepaars Magritte für Deutsche Spitze, insbesondere Pomeranians, inspirieren: Ihr zwischen den Genres changierendes Werk The Listening Room (2018) ist aus der Perspektive von Georgette Magritte und von Loulou, einem der Magritte’schen Hunde, erzählt. Für Rooney stellt dieses Buch ein sprachliches Museum über Magrittes Leben und Werk dar. In ihrem dritten Roman kam Rooney auf die tierische Erzählperspektive zurück – Impulsgeber war der Wikipedia-Eintrag zur Brieftaube Cher Ami: Dem zündenden ‚falling down that initial Wikipedia rabbit hole‘ folgten Recherchen, die schließlich in den historischen Roman Cher Ami and Major Whittlesey (2020) mündeten. Das Werk wurde von der Kritik u. a. als 336 Seiten langer Liebesbrief an Tauben bezeichnet.
Rooney schreibt Buchbesprechungen u. a. für die New York Times und die Harvard Review. Sie lebt (Stand 2021) gemeinsam mit ihrem Mann, dem Autor Martin Seay, in Chicago.

## Werke (Auswahl)
- Reading with Oprah. The Book Club that Changed America. The University of Arkansas Press, Fayetteville, 2005, ISBN 9781557287823.
- Oneiromance (an epithalamion). Switchback Books, Chicago, 2008, ISBN 9780978617233.
- mit Elisa Gabbert: That Tiny Insane Voluptuousness. Otoliths, Rockhampton, 2008, ISBN 9780980454147.
- Live Nude Girl. My Life as an Object. The University of Arkansas Press, Fayetteville, 2008 (2. Auflage 2010), ISBN 978-1-55728-949-0.
- Robinson Alone. Poems. Gold Wake Press, Boston, 2012, ISBN 9780983700142.
- O, Democracy! Fifth Star Press, Chicago, 2014, ISBN 9780984651092.
- Lillian Boxfish Takes a Walk. St. Martin's Press, 2017, ISBN 978-1250113320
- The Listening Room. A Novel of Georgette and Loulou Magritte. Spork Press, Tucson, 2018, ISBN 9781948510066.
- Cher Ami and Major Whittlesey. Penguin Books, New York, 2020, ISBN 9780143135425.

### Als Herausgeberin
- René Magritte: Selected Writings. University of Minnesota Press, Minneapolis, 2016, ISBN 9781452954912.

## Auszeichnungen
- 2003: Ruth Lilly and Dorothy Sargent Rosenberg Poetry Fellowship[18]
- 2007: Gatewood Prize für Oneiromance
- 2013: Eric Hoffer Award für Robinson Alone[19]